# Frequenza di plasma
La frequenza di plasma, nota anche come onde di Langmuir (in onore di Irving Langmuir), è un'oscillazione rapida della densità elettronica nei mezzi conduttori come i plasmi o i metalli, nella banda di radiazione ultravioletta. Queste oscillazioni possono essere descritte come instabilità nella funzione dielettrica di un gas di elettroni liberi. La frequenza dipende solo debolmente dalla lunghezza d'onda dell'oscillazione. La quasiparticella risultante dalla quantizzazione di queste oscillazioni è chiamata plasmone.
Le onde di Langmuir furono scoperte dai fisici americani Irving Langmuir e Lewi Tonks negli anni '20. La loro forma è equivalente alle onde di Jeans, che sono instabilità gravitazionali in un mezzo statico.

## Meccanismo
Consideriamo un plasma elettricamente neutro in equilibrio, costituito cioè da un gas di ioni positivi ed elettroni. Se si sposta leggermente un elettrone o un gruppo di elettroni rispetto agli ioni, la forza di Coulomb tira indietro gli elettroni, agendo come una forza di ripristino.

### Elettroni "freddi"
Se si ignora il movimento termico degli elettroni, è possibile dimostrare che la densità di carica oscilla alla frequenza di plasma
{\displaystyle \omega _{\mathrm {pe} }={\sqrt {\frac {n_{\mathrm {e} }e^{2}}{m^{*}\varepsilon _{0}}}},\left[\mathrm {rad/s} \right]} (SI),
{\displaystyle \omega _{\mathrm {pe} }={\sqrt {\frac {4\pi n_{\mathrm {e} }e^{2}}{m^{*}}}},\left[\mathrm {rad/s} \right]} (cgs),
dove {\displaystyle n_{\mathrm {e} }} è la densità degli elettroni, {\displaystyle e} è la carica elettrica, {\displaystyle m^{*}} è la massa effettiva dell'elettrone e {\displaystyle \varepsilon _{0}} è la costante dielettrica del vuoto. Si noti che la formula sopra è derivata dall'approssimazione che la massa ionica è infinita. Questa è una buona approssimazione nella maggior parte delle situazioni, poiché gli elettroni sono molto più leggeri degli ioni. Questa espressione non può essere utilizzata nel caso dei plasmi elettrone-positroni, spesso riscontrati in astrofisica, ma deve essere opportunamente modificata. Poiché la frequenza è indipendente dalla lunghezza d'onda, queste oscillazioni hanno una velocità di fase infinita e una velocità di gruppo nulla.
Da notare che, quando {\displaystyle m^{*}=m_{\mathrm {e} }}, la frequenza di plasma, {\displaystyle \omega _{\mathrm {pe} }}, dipende solo da costanti fisiche e dalla densità degli elettroni {\displaystyle n_{\mathrm {e} }}. L'espressione per la pulsazione di plasma è
{\displaystyle f_{\text{pe}}={\frac {\omega _{\text{pe}}}{2\pi }}~\left[{\text{Hz}}\right]}
Per tipici metalli come alluminio o argento, {\displaystyle n_{\mathrm {e} }} è di circa 10 23 cm −3, che si trova nella regione ultravioletta. I metalli sono riconoscibili visivamente perché sono lucidi e riflettono bene la luce visibile, ma queste caratteristiche dipendono dalla frequenza di plasma del metallo: al di sotto di questa frequenza il metallo riflette la luce, ma superata questa soglia diventano trasparenti.

### Elettroni "caldi"
Quando si considerano gli effetti dovuti alla velocità termica dell'elettrone {\displaystyle v_{\mathrm {e,th} }={\sqrt {\frac {k_{\mathrm {B} }T_{\mathrm {e} }}{m_{\mathrm {e} }}}}}, la pressione esercitata dell'elettrone agisce come una forza di ripristino verso l'equilibrio, così, nel campo elettrico le oscillazioni si propagano con frequenza e numero d'onda correlati alla frequenza di plasma:
{\displaystyle \omega ^{2}=\omega _{\mathrm {pe} }^{2}+{\frac {3k_{\mathrm {B} }T_{\mathrm {e} }}{m_{\mathrm {e} }}}k^{2}=\omega _{\mathrm {pe} }^{2}+3k^{2}v_{\mathrm {e,th} }^{2}},
che viene chiamata relazione di dispersione Bohm - Gross. Se le dimensioni spaziali sono grandi rispetto alla lunghezza di Debye, le oscillazioni sono influenzate solo minimamente dal termine pressione, ma per piccole dimensioni il termine pressione diventa dominante e le onde diventano prive di dispersione e con una velocità di {\displaystyle {\sqrt {3}}\cdot v_{\mathrm {e,th} }}. Per tali onde, tuttavia, la velocità termica dell'elettrone è paragonabile alla velocità di fase, ovvero
{\displaystyle v\sim v_{\mathrm {ph} }\ {\stackrel {\mathrm {def} }{=}}\ {\frac {\omega }{k}},}
così le onde del plasma possono imprimere una accelerazione agli elettroni che si muovono con una velocità simile alla velocità di fase dell'onda. Questo processo porta spesso a una forma di smorzamento senza collisioni, chiamato smorzamento di Landau. Di conseguenza, la porzione k larga nella relazione di dispersione è difficile da osservare di conseguenza notata raramente.
In un plasma limitato, modulare i campi elettrici può provocare la propagazione di onde di Langmuir, anche quando gli elettroni sono freddi.
In un metallo o in un semiconduttore, si deve considerare l'effetto del potenziale degli ioni. Questo di solito viene fatto usando la massa effettiva degli elettroni al posto di m.